# Krajowy System Informacyjny Policji
Krajowy System Informacyjny Policji (KSIP) – centralny zbiór, w którym odnotowywane są informacje o podejrzanych o popełnienie przestępstw ściganych z oskarżenia publicznego, osobach poszukiwanych bądź usiłujących ukryć swoją tożsamość, a także o zgubionych lub skradzionych rzeczach.
Nazwa „Krajowy System Informacyjny Policji (KSIP)” pojawia się m.in. w Rozporządzeniu Ministra Spraw Wewnętrznych i Administracji z dnia 5 września 2007 roku w sprawie przetwarzania przez Policję informacji o osobach, gdzie w § 8. wskazano: „Komendant Główny Policji zapewnia funkcjonowanie zestawu centralnych zbiorów informacji o nazwie „Krajowy System Informacyjny Policji (KSIP)”.

## Założenia
KSIP utworzony został decyzją Komendanta Głównego Policji. Podstawę prawną funkcjonowania Systemu stanowi Rozporządzenie Ministra Spraw Wewnętrznych z dnia 29 września 2015 r. w sprawie przetwarzania informacji przez Policję (Dz.U. z 2015 r. poz. 1564 z późn. zm.). Spośród innych zbiorów informacji z których korzysta Policja, KSIP wyróżnia się tym, iż obejmuje swym zasięgiem obszar całego kraju. Aby zapewnić funkcjonariuszom Policji szybki dostęp do informacji oraz spełnić wymóg efektywnego, sprawnego i ekonomicznego przetwarzania informacji zawartych w takiej bazie danych, KSIP funkcjonuje jako system teleinformatyczny, w odróżnieniu od skorowidzów, ręcznie sporządzanych kartotek czy innych ewidencji. Niezależnie od KSIP funkcjonuje Centralna Registratura Daktyloskopijna (CRD), w której przechowywane są obrazy odbitek linii papilarnych. Istnieją również tzw. wewnętrzne zbiory informacji, tworzone na podstawie decyzji kierowników jednostek organizacyjnych Policji lub komórek organizacyjnych Komendy Głównej Policji.

## Przetwarzanie informacji
Informacje w KSIP są rejestrowane w zbiorach prowadzonych przez właściwych administratorów. Decyzja Komendanta Głównego Policji określa, kto może zostać administratorem, kto odpowiada za prowadzenie zbioru oraz kto może z niego korzystać. Ponadto precyzuje zakres informacji przetwarzanych w zbiorze. Regulacje zawarte w decyzji Komendanta nie mogą wykraczać ani naruszać przepisów rozporządzenia. Rozporządzenie przewiduje kilka sposobów przetwarzania informacji zawartych w zbiorach. Rejestrowanie – gdy informacja jest wprowadzania do zbioru po raz pierwszy; sprawdzanie polegające na zapoznaniu się z informacjami; klasyfikowanie polegające na porządkowaniu zawartości zbioru według określonych kryteriów (parametrów); weryfikowanie polegające na sprawdzaniu poprawności i kompletności rejestrowania; modyfikowanie polegające na zmianie zawartości informacji; typowanie polegające na wyszukiwaniu oraz identyfikowaniu informacji o cechach odpowiadającym określonym kryteriom selekcyjnym; analizowanie polegające na poszukiwaniu związków zachodzących pomiędzy poszczególnymi informacjami; usuwanie polegające na niszczeniu lub deformowaniu informacji w sposób uniemożliwiający dalsze ich odczytywanie. Z danych mogą korzystać, w zakresie niezbędnym do realizacji zadań służbowych, poszczególne służby policyjne: kryminalna, prewencyjna, śledcza, lotnictwo, oraz służby wspomagające. Aby mieć dostęp do Systemu oraz możliwość rejestrowania i modyfikowania danych, funkcjonariusz lub pracownik Policji musi uzyskać stosowne uprawnienie nadane na wniosek bezpośredniego przełożonego.

## Funkcjonowanie
KSIP, jako centralna baza danych prowadzona w systemie teleinformatycznym w założeniu zapewnia szybkie wyszukiwanie, dostęp i przetwarzanie informacji o osobach i rzeczach. Niektórzy funkcjonariusze i pracownicy Policji zwracają jednak uwagę na wysoką awaryjność i niestabilne działanie obecnego systemu polegające na problemach z logowaniem się oraz powolnym przetwarzaniem informacji (zapytań) przez system informatyczny. W październiku 2009 doszło do pierwszej poważnej awarii, która uniemożliwiła dostęp do systemu na dwie doby, poważnie utrudniając pracę funkcjonariuszom i pracownikom Policji na terenie całego kraju. Po tym incydencie Komendant Główny Policji ogłosił konkurs dla policjantów na najlepsze pomysły usprawnienia KSIP.
Zwraca się również uwagę, że obecne zasady przetwarzania przez Policję informacji o osobach są wadliwe pod względem prawnym. Z powodu niedoprecyzowania rozporządzenia w KSIP figurują osoby, które zostały prawomocnie uniewinnione od zarzucanych czynów, wobec których umorzono postępowanie z powodu braku znamion czynu zabronionego, osoby przeciwko którym w ogóle nie wszczęto postępowania, u których nastąpiło zatarcie skazania. Choć przepisy wprowadzające obowiązek usunięcia danych o takich osobach istnieją, pozostają martwe, albowiem brakuje procedur pozwalających na ich wyegzekwowanie. Rozporządzenie nie przewiduje możliwości usunięcia informacji na wniosek.

## KSIP a zatarcie skazania
W świetle obecnej praktyki bezterminowego przechowywania danych zatarcie skazania pozostaje fikcją prawną, co może mieć wpływ na dalsze pokolenia przez, tzw. rodzinne związki przestępcze. Skutkuje to brakiem nieskazitelnej opinii osoby, której dane rodzica lub rodziców znajdują się w KSIP, co skutkuje pokoleniową odpowiedzialnością za czyn rodzica.
Należy wskazać, że powyższa praktyka jest niezgodna z Konstytucją RP (m.in. art. 7 Konstytucji RP, organy władzy publicznej działają na podstawie i w granicach prawa) oraz właściwymi przepisami obowiązującego kodeksu karnego, bowiem w świetle utrwalonej linii orzeczniczej Sądu Najwyższego, jakiekolwiek wiadomości dotyczące skazania lub ukarania z przeszłości, choćby faktycznie miały miejsce nie ulegają ujawnieniu i żadna władza nie jest uprawniona powoływać się na to, co ustawowo uznane jest za niebyłe (wyrok SN z dnia 7 listopada 1985 r.,I KR 293/85, wyrok SN z dnia 27 marca 1970 r., III KR 25/70, wyrok SN z dnia 17
grudnia 1976 r., I PR 185/76). Komendant Policji nie ma więc prawa ujawniać informacji o osobach wobec których toczyło się jakiekolwiek postępowanie, jeśli z mocy ustawy skazania za przedmiotowe czyny uległy zatarciu. Jak słusznie zauważył RPO J.Kochanowski: „Jeżeli w świetle prawa skazanie (ukaranie) uległo zatarciu, to organy Policji nie mają prawa ujawniania tego typu informacji, opierając się na subiektywnym poczuciu, że będą to informacje istotne dla sądu. Stanowi to bowiem przekroczenie uprawnień przyznanych przez prawo Policji.” Ponadto jeżeli nawet przyjąć, iż przetwarzanie takich informacji w oparciu o ww. decyzję KGP jest nadal konieczne dla realizacji zadań powierzonych policji, to informacje te nie mogą być udostępniane innym podmiotom. (Zob. Pismo z dnia 19.11.2008r. Rzecznika Praw Obywatelskich do Komendanta Głównego Policji RPO-579528-I/08/KŁ).